# Charles Berlitz
Charles Berlitz (ur. 23 listopada 1913, zm. 18 grudnia 2003) – amerykański językoznawca, poliglota, nauczyciel i autor książek o zjawiskach paranormalnych. 
W swojej twórczości poruszał przede wszystkim problematykę Atlantydy, której istnienie badał na gruncie geofizyki, magii, wiedzy ludowej i archeologii. Stał na stanowisku, że mityczna kraina znajduje się w Trójkącie Bermudzkim. Zajmował się także paleoastronautyką, badaniem starożytności w kontekście jej kontaktów z cywilizacjami pozaziemskimi. 